# Microcavia niata
Microcavia niata é uma espécie de roedor da família Caviidae.
Pode ser encontrada no Chile e Bolívia.